# キッスでダウン
「キッスでダウン」（Then He Kissed Me）は、クリスタルズが1963年に発表した楽曲。
ローリング・ストーンの選ぶオールタイム・グレイテスト・ソング500（2004年版）では493位にランクされている。

## 概要
作詞作曲はフィル・スペクター、ジェフ・バリー、エリー・グレニッチ。スペクターは「Da Doo Ron Ron」に続いて、本作品もロサンゼルスのゴールド・スター・スタジオでレコーディングを行った。録音は1963年4月。クリスタルズから録音に参加したのはリード・ボーカルのドロレス "ラ・ラ" ブルックスのみ。ジャック・ニッチェが編曲、ラリー・レヴィンがエンジニアを務めた。
1963年7月にシングルとして発売された。B面の「ジュリアス兄さん（Brother Julius）」は、クリスタルズと銘打っているにもかかわらず、彼女らの歌が入っていないインストゥルメンタルである。
ビルボード・Hot 100の6位を記録し、ビルボードの1963年年間チャートの68位を記録した。イギリスでは2位を獲得し大ヒットとなった。
『グッドフェローズ』（1990年）、『マイ・ブラザー 哀しみの銃弾』（2013年）、『ロング・ショット 僕と彼女のありえない恋』（2019年）などの映画に使用された。

## ザ・ビーチ・ボーイズのバージョン
ザ・ビーチ・ボーイズが1965年7月5日発売のアルバム『サマー・デイズ』の中でカバーしている。ボーイフレンドの視点から見た詞に書き直され、タイトルも「Then I Kissed Her」と変えられた。邦題は「あの娘にキッス」。リード・ボーカルはアル・ジャーディン。ブルース・ジョンストンがハモンドオルガンを弾いている。
その後、1967年4月にイギリスでシングルとして発売された。それからヨーロッパ各国でもシングルが発売され、それぞれの国でヒットした。イギリスが4位、アイルランドが4位、オランダが2位、ノルウェーが10位を記録した。

## その他のバージョン
- マーサ&ザ・ヴァンデラス - 1963年のアルバム『Heat Wave』に収録。
- ソニーとシェール - 1965年のアルバム『Look at Us』に収録。
- エリー・グレニッチ - 1973年のアルバム『Let It Be Written, Let It Be Sung』に収録[7]。
- キッス - 1977年のアルバム『ラヴ・ガン』に収録。
- ゲイリー・グリッター - 1981年のシングル。
- レイチェル・スウィート - 1981年のシングル。
- モーリン・タッカー - 1991年のアルバム『I Spent a Week There the Other Night』に収録。
- 市井由理 - 1996年のアルバム『JOYHOLIC』に収録。